# LA Aluminios-Antarte/Saison 2015
Dieser Artikel listet Erfolge und Fahrer des Radsportteams LA Aluminios-Antarte in der Saison 2015 auf.

## Abgänge – Zugänge
| Zugänge         | Team 2014                | Abgänge          | Team 2015                  |
| --------------- | ------------------------ | ---------------- | -------------------------- |
| Bruno Silva     | Efapel-Glassdrive        | Edgar Pinto      | Skydive Dubai-Al Ahli Club |
| Sérgio Sousa    | Efapel-Glassdrive        | António Carvalho | W52                        |
| Hernâni Broco   | Louletano-Dunas Douradas | Marcio Barbosa   | Unbekannt                  |
| Hugo Vaz        | Neoprofi                 | Vítor Gamito     | Unbekannt                  |
| Francisco Costa | Neoprofi                 | André Mourato    | Unbekannt                  |
| Amaro Antunes   | Banco BIC-Carmim         | Daniel Freitas   | W52                        |
| Leonel Coutinho | Neoprofi                 | Hugo Sabido      | Louletano-Ray              |
| Nuno Meireles   | Neoprofi                 |                  |                            |

## Mannschaft
| Name            | Geburtstag         | Nationalität |
| --------------- | ------------------ | ------------ |
| Luis Afonso     | 14. Januar 1990    | Portugal     |
| Amaro Antunes   | 27. November 1990  | Portugal     |
| Hernâni Broco   | 13. Juni 1981      | Portugal     |
| Francisco Costa | 11. Dezember 1989  | Portugal     |
| Leonel Coutinho | 22. April 1992     | Portugal     |
| Nuno Meireles   | 13. August 1991    | Portugal     |
| Pedro Paulinho  | 27. Mai 1990       | Portugal     |
| Hugo Sancho     | 4. Februar 1982    | Portugal     |
| Bruno Silva     | 17. Mai 1988       | Portugal     |
| Sérgio Sousa    | 11. Oktober 1983   | Portugal     |
| Hugo Vaz        | 10. September 1992 | Portugal     |